# Liste der Pfarren im Dekanat Perg
Das Dekanat Perg ist ein Dekanat der römisch-katholischen Diözese Linz.

## Liste der Pfarren mit Kirchengebäuden, Kapellen, und Seelsorgestellen
| Pfarre                     | Pfarrort                   | Seelsorgeraum            | Inkorporiert             | Seit                                             | Kirchenpatron                                                    | Kirchen, Seelsorgestellen                                                                                           | Bild                                 |
| -------------------------- | -------------------------- | ------------------------ | ------------------------ | ------------------------------------------------ | ---------------------------------------------------------------- | --- | ------------------------------------ |
| Allerheiligen im Mühlkreis | Allerheiligen im Mühlkreis | Perg                     |                          | 1823 (Kirche gen. 1454)                          | Unsere Liebe Frau, Hl. Maria, Königin Aller Heiligen, 22. August | Wallfahrtskirche Allerheiligen im Mühlkreis Heiligensteinkapelle                                                    | Pfarrkirche Allerheiligen            |
| Arbing                     | Arbing                     | Machland                 |                          | 1453/1633 (gen., Burgkapelle gen. 1394)          | Hl. Johannes d.T., 24. Juni                                      | Pfarrkirche Arbing Franziskuskapelle Arbing (priv./öfftl.)                                                          | Pfarrkirche Arbing                   |
| Baumgartenberg             | Baumgartenberg             | Machland                 |                          | 1784 (err., Stift erb. nach 1141, Filiale 1335)  | Mariä Himmelfahrt, 15. August                                    | Pfarrkirche Baumgartenberg (ehem. Stiftskirche) Kapelle im Kloster zum Guten Hirten                                 | Pfarrkirche Baumgartenberg           |
| Mauthausen                 | Mauthausen                 | Schwertberg              | Stift St. Florian (ink.) | 1613 (Vorbau d. Pfk. err. um 1200, Filiale 1420) | Hl. Nikolaus, 6. Dezember                                        | Pfarrkirche Mauthausen Heinrichskapelle                                                                             | Pfarrkirche Mauthausen               |
| Mitterkirchen              | Mitterkirchen i.M.         | Machland                 |                          | vor 1147 (gen.)                                  | Hl. Andreas, 29. Juni                                            | Pfarrkirche Mitterkirchen                                                                                           | Pfarrkirche Mitterkirchen            |
| Münzbach                   | Münzbach                   | Perg                     |                          | 1217? (Ki. gen. 1111)                            | Hl. Laurentius und Leonhard, 10. August u. 6. November           | Pfarrkirche Münzbach Allerheiligenkapelle (Schlosskapelle) Innernstein, Tintische Gruftkapelle im Friedhof Münzbach | Pfarrkirche Münzbach                 |
| Naarn                      | Naarn i.M.                 | Machland                 |                          | 8. Jh. (gen.)                                    | Hl. Michael, 29. September                                       | Pfarrkirche Naarn Wallfahrtskirche Maria Laab, Flößerkapelle Au an der Donau                                        | Pfarrkirche Naarn                    |
| Perg                       | Perg                       | Perg                     |                          | 1542 (err., ältere Ki. vor 1416)                 | Hl. Jakobus d. Ä., 25. Juli                                      | Stadtpfarrkirche Perg Kalvarienbergkirche                                                                           | Stadtpfarrkirche Perg                |
| Pergkirchen                | Pergkirchen                | Perg                     |                          | 1142 (err., Ki. gen. 1088, 1558–1624 ev.)        | Hl. Martin, 11. November                                         | Pfarrkirche Pergkirchen Schlosskapelle Auhof (priv.)                                                                | Pfarrkirche Pergkirchen              |
| Rechberg                   | Rechberg                   | Perg                     |                          | 1656 (err., Pfk. gen. als Filiale 1209)          | Hl. Nikolaus, 6. Dezember                                        | Pfarrkirche Rechberg                                                                                                | Pfarrkirche Rechberg                 |
| Ried in der Riedmark       | Ried in der Riedmark       | St. Georgen an der Gusen | Stift St. Florian (ink.) |                                                  | Hl. Remigius                                                     | Pfarrkirche Ried in der Riedmark Filialkirche Niederzirking, Kapelle im Schloss Marbach (priv.)                     | Pfarrkirche Ried in der Riedmark     |
| St. Georgen an der Gusen   | St. Georgen an der Gusen   | St. Georgen an der Gusen |                          |                                                  | Hl. Georg                                                        | Pfarrkirche St. Georgen an der Gusen                                                                                | Pfarrkirche St. Georgen an der Gusen |
| Schwertberg                | Pfarrkirche Schwertberg    | Schwertberg              |                          | 1357 (err.)                                      | Philippus und Jakobus, 16. Oktober                               | Pfarrkirche Schwertberg Schlosskapelle Schwertberg (priv.), Kalvarienbergkapelle                                    | Pfarrkirche Schwertberg              |
| Windhaag/Perg              | Windhaag b.Pg.             | Perg                     |                          | 1784 (err., erb. als Klosterkirche 1693)         | Hl. Maria Magdalena, 22. Juli                                    | Pfarrkirche Windhaag bei Perg Filialkirche Altenburg                                                                | Pfarrkirche Windhaag                 |

## Nachbardekanate
| Dekanat Gallneukirchen |                                             | Dekanat Unterweißenbach                |
|                        | Kompassrose, die auf Nachbargemeinden zeigt | Dekanat Grein                          |
| Dekanat Enns-Lorch     | Dekanat Haag (Diözese St. Pölten)           | Dekanat Amstetten (Diözese St. Pölten) |

## Dekanat Perg
Zum Dekanat Perg gehört die ursprünglich zum Bistum Passau zählende Pfarre Naarn, die eine von vier bereits 823 urkundlich erwähnten Ur-Pfarren des Mühlviertels ist. Bei der Synode von Mistelbach in Mistelbach bei Wels im Jahr 980 wurde Naarn als einziger Passauer Taufbezirk nördlich der Donau angeführt und gilt als unmittelbare oder mittelbare Mutterpfarre für 20 Pfarren im Gebiet zwischen Aist und Naarn.
Das Dekanat umfasst 14 Pfarren, die sich alle im Bezirk Perg befinden, deren Grenzen jedoch nicht immer mit den politischen Gemeinden übereinstimmen: Allerheiligen, Arbing, Baumgartenberg, Mauthausen, Mitterkirchen, Münzbach, Naarn, Perg, Pergkirchen, Rechberg, Ried in der Riedmark, St. Georgen an der Gusen, Schwertberg, Windhaag bei Perg.
Wegen des vorherrschenden Priestermangels wurden in der Diözese Linz Seelsorgsräume gebildet, das sind Zuständigkeitsbereiche, die einem Priester zugeordnet sind. Seelsorgsräume im Dekanat Perg sind
- Seelsorgsraum Perg: Pfarren Allerheiligen, Münzbach, Perg, Pergkirchen, Rechberg und Windhaag
- Seelsorgsraum Mauthausen: Pfarren Mauthausen und Schwertberg
- Seelsorgsraum Machland: Pfarren Arbing, Baumgartenberg, Mitterkirchen und Naarn

## Geschichte
Bestrebungen, ein eigenständiges Dekanat einzurichten, begannen schon mit Errichtung der Bezirkshauptmannschaft Perg 1868; sie scheiterten aber 1878, und dann auch 1925, an den Einsprüchen von Grein und Pabneukirchen.
Installiert wurde das Dekanat Perg dann mit Wirkung von 1. Jänner 1974.
Aus dem Dekanat Grein erfolgte die Zuordnung der Pfarren:
- Arbing
- Baumgartenberg
- Mitterkirchen
- Münzbach
- Perg
- Pergkirchen
- Windhaag

Aus dem Dekanat Pabneukirchen erfolgte die Zuordnung der Pfarre:
- Rechberg

Aus dem Dekanat Wartberg erfolgte die Zuordnung der Pfarren:
- Allerheiligen
- Naarn
- Mauthausen
- Schwertberg

Die einzige Ordensniederlassung im Dekanat befindet sich im Kloster der Schwestern vom Guten Hirten Baumgartenberg.
Die Barmherzigen Schwestern vom Heiligen Kreuz (Kreuzschwestern) waren von Anfang 1891 bis September 2014 mit einem Stützpunkt in Perg vertreten und hatten in dem der Stadt Perg gehörenden Kindergartengebäude in der Friedhofstraße eine Kapelle eingerichtet. Die einzige zuletzt noch in Perg verbliebene Ordensschwester leitete bis Mitte 2010 den Kindergarten des Kindergartenvereins Perg in der Friedhofstraße. Nach deren Abschied aus Perg am 28. September 2014 wurde der Stützpunkt nach fast 124 Jahren aufgegeben und die Kapelle profaniert.
Wichtige Bildungseinrichtung ist das Europagymnasium vom Guten Hirten Baumgartenberg, das in den Räumen des Klosters untergebracht ist und von einem privaten Erhalterverein geführt wird.
Die Katholische Jungschar des Dekanats, ist im Kirchlichen Jugendnetzwerk Strudengau (JUST) zusammen mit der Jungschar des Dekanats Grein aktiv.

## Dechanten
- seit? Konrad Hörmanseder, Pfarrer der Stadtpfarre Perg und Pfarrprovisor der Pfarren Allerheiligen und Pergkirchen.